# Sowerbyella brevispora
Sowerbyella brevispora är en svampart som beskrevs av Harmaja 1984. Sowerbyella brevispora ingår i släktet Sowerbyella och familjen Pyronemataceae.   Inga underarter finns listade i Catalogue of Life.